# Grammy Awards 2025
Bei den Grammy Awards 2025 wurde zum 67. Mal der wichtigste US-amerikanische Musikpreis verliehen. Die Auszeichnungen gingen an Musiker, Liedautoren, Produzenten und weitere Musikschaffende für Werke, die vom 16. September 2023 bis zum 30. August 2024 veröffentlicht wurden. Der Grammy, eine Trophäe in Form eines Grammophons, wird wie im Vorjahr in 94 Kategorien vergeben. Nach der großen Umstellung im Vorjahr gab es diesmal nur kleinere Änderungen bei Benennungen, Zuordnungen und Auswahlkriterien.
Im Oktober 2024 trafen die Genrejurys eine erste Vorauswahl, am 8. November wurden die Nominierungen in allen Kategorien bekanntgegeben. Zum Jahresende wurden dann die endgültigen Preisträger gewählt. Am 2. Februar 2025 wurde in der Crypto.com Arena in Los Angeles die Verleihungszeremonie mit der Verkündung aller Sieger veranstaltet.
Die Veranstaltung stand im Zeichen der Waldbrände in und um Los Angeles im Vormonat. Es gab einen Einspieler und eine Spendenaktion unter den Gästen. Bei zwei musikalischen Auftritten war L. A. das Thema. Dazu kamen Feuerwehrleute auf die Bühne, die zum Abschluss den Grammy für das Album des Jahres überreichten.
Vor Beginn der Verleihung kam es auf dem Roten Teppich zu einem anschließend medial thematisierten Nackt-Auftritt von Bianca Censori, die in Begleitung ihres bekleideten Manns Kanye West für die Fotografen posierte, bevor beide daraufhin die Veranstaltung verließen.

## Auftritte
Die Verleihungszeremonie bestand wie immer aus einer großen Zahl musikalischer Darbietungen. Die Interpreten waren:
- Dawes, John Legend, Sheryl Crow, Brad Paisley, Brittany Howard, St. Vincent (I Love L. A.)
- Billie Eilish, Finneas O’Connell (Birds of a Feather)
- Sabrina Carpenter (Espresso, Please Please Please)
- Chappell Roan (Pink Pony Club)
- Khruangbin (May Ninth)
- Benson Boone (Beautiful Things)
- Doechii (Catfish, Denial Is a River)
- Teddy Swims (Lose Control)
- Shaboozey (A Bar Song (Tipsy))
- Raye (Oscar Winning Tears)
- Lady Gaga, Bruno Mars (California Dreamin’)
- The Weeknd, Playboi Carti (Cry for Me, Timeless)
- Jacob Collier, Cynthia Erivo, Herbie Hancock, Janelle Monáe, Lainey Wilson, Stevie Wonder (Quincy-Jones-Medley)
- Chris Martin, Grace Bowers (All My Love)
- Shakira (Ojos así, Bzrp Music Session)
- Charli XCX (Von Dutch, Guess)

## Zusammenfassung

### Erfolge
Beyoncé konnte bei der Verleihung ihren Rekord um 3 auf insgesamt 35 Grammy-Trophäen ausweiten. Für das Album des Jahres wurde sie zum ersten Mal ausgezeichnet. Cowboy Carter wurde auch als Countryalbum des Jahres ausgezeichnet, was nicht nur für sie, sondern überhaupt für eine schwarze Interpretin oder einen Interpreten eine Premiere war.
3 oder mehr Auszeichnungen bekamen in diesem Jahr noch 3 weitere Künstler:
- Mit seinem Song Not Like Us gewann Kendrick Lamar die maximal möglich Zahl an Preisen: Song und Single des Jahres, Rap-Song und Rap-Darbietung des Jahres und durch seine Beteiligung bei der Regie auch Musikvideo des Jahres ergaben 5 Grammys, was ihn auf eine Summe von 22 Awards in seiner Karriere brachte.
- Sierra Ferrell gewann in 4 Americana/American-Roots-Kategorien die Auszeichnung. Sie war zum ersten Mal dabei und holte alle Preise, für die sie nominiert gewesen war.
- Annie Clark alias St. Vincent bekam 3 Auszeichnungen im Bereich Rock/Alternative.

In der klassischen Musik war das Ballettalbum Revolución diamantina von Gabriela Ortiz das herausragende Werk, das verschiedenen Beteiligten in 3 Kategorien Auszeichnungen brachte.
Aus dem deutschsprachigen Raum war Hans Zimmer vertreten, der renommierte Filmkomponist gewann für den Soundtrack zu Dune: Part Two seinen insgesamt 5. Grammy.
Viele Nominierungen bedeuteten in diesem Jahr aber nicht automatisch viele Auszeichnungen. Beyoncé war 11 Mal nominiert worden und hatte damit ihrer langen Liste von Grammy-Rekorden einen weiteren hinzugefügt. Sie gewann aber nur 3 Mal. Sabrina Carpenter und Charli XCX bekamen trotz großer Erfolge im Vorjahr nur je 2 Preise. Bei der großen Neuentdeckung Chappell Roan blieb es beim Hauptpreis für die beste neue Künstlerin. Taylor Swift mit dem kommerziell erfolgreichsten Album des Jahres 2024 ging völlig leer aus, ebenso wie Billie Eilish mit ihrem neuen Werk. Alle hatten mindestens 6 Nominierungen bekommen.

### Besonderheiten
Ältester Preisträger aller Zeiten war Jimmy Carter in der Hörbuch-Kategorie, allerdings war er etwas mehr als einen Monat vor der Veranstaltung im Alter von 100 Jahren gestorben. An weiteren Preisen waren Musiker beteiligt, die bereits in den 1960er Jahren aktiv gewesen waren:
- Die Beatles, 1965 die besten neuen Künstler, gewannen mit Now and Then ihren 8. Grammy. Das Lied spielte eine besondere Rolle in der Diskussion um den Umgang mit Künstlicher Intelligenz in der Musik, weil es mit KI ermöglicht worden war, dass in dem neuen Lied private Aufnahmen von John Lennon verwendet werden konnten, der 1980 gestorben war.
- Die Ultimate Collection von Lennons Mind Games zum 50-jährigen Jubiläum wurde als beste Sonderausgabe ausgezeichnet.
- Die Rolling Stones gewannen mit ihrem 24. Studioalbum Hackney Diamonds 46 Jahre nach ihrer ersten Nominierung ihren 4. Grammy.
- Das Album i/o von Peter Gabriel, der Ende der 1960er Jahre als Mitglied von Genesis begonnen hatte, gewann 2 Grammys in technischen Kategorien.

## Hauptkategorien
Single des Jahres (Record of the Year):
- Not Like Us von Kendrick Lamar
- nominiert waren außerdem:
  - Now and Then von den Beatles
  - Texas Hold ’Em von Beyoncé
  - Espresso von Sabrina Carpenter
  - 360 von Charli XCX
  - Birds of a Feather von Billie Eilish
  - Good Luck, Babe! von Chappell Roan
  - Fortnight von Taylor Swift featuring Post Malone

Album des Jahres (Album of the Year):
- Cowboy Carter von Beyoncé
- nominiert waren außerdem:
  - New Blue Sun von André 3000
  - Short n’ Sweet von Sabrina Carpenter
  - Brat von Charli XCX
  - Djesse Vol. 4 von Jacob Collier
  - Hit Me Hard and Soft von Billie Eilish
  - The Rise and Fall of a Midwest Princess von Chappell Roan
  - The Tortured Poets Department von Taylor Swift

Song des Jahres (Song of the Year):
- Not Like Us von Kendrick Lamar (Autor: Kendrick Lamar)
- nominiert waren außerdem:
  - A Bar Song (Tipsy) von Shaboozey (Autoren: Sean Cook, Jerrel Jones, Joe Kent, Chibueze Collins Obinna, Nevin Sastry, Mark Williams)
  - Birds of a Feather von Billie Eilish (Autoren: Billie Eilish O’Connell, Finneas O’Connell)
  - Die with a Smile von Lady Gaga & Bruno Mars (Autoren: Dernst Emile II, James Fauntleroy, Lady Gaga, Bruno Mars, Andrew Watt)
  - Fortnight von Taylor Swift featuring Post Malone (Autoren: Jack Antonoff, Austin Post, Taylor Swift)
  - Good Luck, Babe! von Chappell Roan (Autoren: Kayleigh Rose Amstutz, Daniel Nigro, Justin Tranter)
  - Please Please Please von Sabrina Carpenter (Autoren: Amy Allen, Jack Antonoff, Sabrina Carpenter)
  - Texas Hold ’Em von Beyoncé (Autoren: Brian Bates, Beyoncé, Elizabeth Lowell Boland, Megan Bülow, Nate Ferraro, Raphael Saadiq)

Bester neuer Künstler (Best New Artist):
- Chappell Roan
- nominiert waren außerdem:
  - Benson Boone
  - Sabrina Carpenter
  - Doechii
  - Khruangbin
  - Raye
  - Shaboozey
  - Teddy Swims

Produzent des Jahres (ohne Klassik) (Producer of the Year, Non-Classical):
- Daniel Nigro
- nominiert waren außerdem:
  - Alissia
  - Dernst „D’Mile“ Emile II
  - Ian Fitchuk
  - Mustard

Songwriter des Jahres (ohne Klassik) (Songwriter of the Year, Non-Classical):
- Amy Allen
- nominiert waren außerdem:
  - Jessi Alexander
  - Edgar Barrera
  - Jessie Jo Dillon
  - Raye

## Pop & Dance / Electronic Music
Beste Pop-Solodarbietung (Best Pop Solo Performance):
- Espresso von Sabrina Carpenter
- nominiert waren außerdem:
  - Bodyguard von Beyoncé
  - Apple von Charli XCX
  - Birds of a Feather von Billie Eilish
  - Good Luck, Babe! von Chappell Roan

Beste Popdarbietung eines Duos / einer Gruppe (Best Pop Duo / Group Performance):
- Die with a Smile von Lady Gaga & Bruno Mars
- nominiert waren außerdem:
  - Us. von Gracie Abrams featuring Taylor Swift
  - Levii’s Jeans von Beyoncé featuring Post Malone
  - Guess von Charli XCX & Billie Eilish
  - The Boy Is Mine von Ariana Grande, Brandy & Monica

Bestes Gesangsalbum – Pop (Best Pop Vocal Album):
- Short n’ Sweet von Sabrina Carpenter
- nominiert waren außerdem:
  - Hit Me Hard and Soft von Billie Eilish
  - Eternal Sunshine von Ariana Grande
  - The Rise and Fall of a Midwest Princess von Chappell Roan
  - The Tortured Poets Department von Taylor Swift

Beste Dance-/Electronic-Aufnahme (Best Dance/Electronic Recording):
- Neverender von Justice & Tame Impala
- nominiert waren außerdem:
  - She’s Gone, Dance On von Disclosure
  - Loved von Four Tet
  - Leavemealone von Fred Again & Baby Keem
  - Witchy von Kaytranada featuring Childish Gambino

Beste Dance-Pop-Aufnahme (Best Dance Pop Recording):
- Von Dutch von Charli XCX
- nominiert waren außerdem:
  - Make You Mine von Madison Beer
  - L’amour de ma vie (Over Now Extended Edit) von Billie Eilish
  - Yes, And? von Ariana Grande
  - Got Me Started von Troye Sivan

Bestes Dance-/Electronic-Album (Best Dance/Electronic Album):
- Brat von Charli XCX
- nominiert waren außerdem:
  - Three von Four Tet
  - Hyperdrama von Justice
  - Timeless von Kaytranada
  - Telos von Zedd

Beste Remix-Aufnahme (Best Remixed Recording):
- Espresso von Sabrina Carpenter: Mark Ronson × FnZ Working Late Remix
- nominiert waren außerdem:
  - Alter Ego von Doechii featuring JT: Kaytranada Remix
  - A Bar Song (Tipsy) von Shaboozey & David Guetta: Remix (Remixer: David Guetta)
  - Jah Sees Them von Julian Marley & Antaeus: Amapiano Remix (Remixer: Alexx Antaeus, Footsteps, MrMyish)
  - Von Dutch von Charli XCX & A. G. Cook featuring Addison Rae: Remix (Remixer: A. G. Cook)

## Rock, Metal & Alternative Music
Beste Rock-Darbietung (Best Rock Performance):
- Now and Then von den Beatles
- nominiert waren außerdem:
  - Beautiful People (Stay High) von den Black Keys
  - The American Dream Is Killing Me von Green Day
  - Gift Horse von Idles
  - Dark Matter von Pearl Jam
  - Broken Man von St. Vincent

Beste Metal-Darbietung (Best Metal Performance):
- Mea culpa (Ah! Ça ira!) von Gojira, Marina Viotti & Victor Le Masne
- nominiert waren außerdem:
  - Crown of Horns von Judas Priest
  - Suffocate von Knocked Loose featuring Poppy
  - Screaming Suicide von Metallica
  - Cellar Door von Spiritbox

Bester Rocksong (Best Rock Song):
- Broken Man von St. Vincent (Autorin: Annie Clark)
- nominiert waren außerdem:
  - Beautiful People (Stay High) von den Black Keys (Autoren: Dan Auerbach, Patrick Carney, Beck Hansen & Daniel Nakamura)
  - Dark Matter von Pearl Jam (Autoren: Jeff Ament, Matt Cameron, Stone Gossard, Mike McCready, Eddie Vedder, Andrew Watt)
  - Dilemma von Green Day (Autoren: Billie Joe Armstrong, Tré Cool, Mike Dirnt)
  - Gift Horse von Idles (Autoren: Jon Beavis, Mark Bowen, Adam Devonshire, Lee Kiernan, Joe Talbot)

Bestes Rock-Album (Best Rock Album):
- Hackney Diamonds von den Rolling Stones
- nominiert waren außerdem:
  - Happiness Bastards von den Black Crowes
  - Romance von Fontaines D. C.
  - Saviors von Green Day
  - Tangk von idles
  - Dark Matter von Pearl Jam
  - No Name von Jack White

Beste Alternative-Music-Darbietung (Best Alternative Music Performance):
- Flea von St. Vincent
- nominiert waren außerdem:
  - Neon Pill von Cage the Elephant
  - Song of the Lake von Nick Cave and the Bad Seeds
  - Starburster von Fontaines D. C.
  - Bye Bye von Kim Gordon

Bestes Alternative-Album (Best Alternative Music Album):
- All Born Screaming von St. Vincent
- nominiert waren außerdem:
  - Wild God von Nick Cave and the Bad Seeds
  - Charm von Clairo
  - The Collective von Kim Gordon
  - What Now von Brittany Howard

## R&B, Rap & Spoken Word Poetry
Beste R&B-Darbietung (Best R&B Performance):
- Made for Me (Live on BET) von Muni Long
- nominiert waren außerdem:
  - Guidance von Jhené Aiko
  - Residuals von Chris Brown
  - Here We Go (Uh Oh) von Coco Jones
  - Saturn von SZA

Beste Darbietung – Traditioneller R&B (Best Traditional R&B Performance):
- That’s You von Lucky Daye
- nominiert waren außerdem:
  - Wet von Marsha Ambrosius
  - Can I Have This Groove von Kenyon Dixon
  - No Lie von Lalah Hathaway featuring Michael McDonald
  - Make Me Forget von Muni Long

Bester R&B-Song (Best R&B Song):
- Saturn von SZA (Autoren: Rob Bisel, Cian Ducrot, Carter Lang, Solána Rowe, Jared Solomon, Scott Zhang)
- nominiert waren außerdem:
  - After Hours von Kehlani (Autoren: Diovanna Frazier, Alex Goldblatt, Kehlani Parrish, Khris Riddick-Tynes, Daniel Upchurch)
  - Burning von Tems (Autoren: Ronald Banful, Temilade Openiyi)
  - Here We Go (Uh Oh) von Coco Jones (Autoren: Sara Diamond, Sydney Floyd, Marisela Jackson, Courtney Jones, Carl McCormick, Kelvin Wooten)
  - Ruined Me von Muni Long (Autoren: Jeff Gitelman, Priscilla Renea, Kevin Theodore)

Bestes Progressive-R&B-Album (Best Progressive R&B Album):
- So Glad to Know You von Avery Sunshine
- Why Lawd? von NxWorries
- nominiert waren außerdem:
  - En Route von Durand Bernarr
  - Bando Stone & the New World von Childish Gambino
  - Crash von Kehlani

Bestes R&B-Album (Best R&B Album):
- 11:11 (Deluxe) von Chris Brown
- nominiert waren außerdem:
  - Vantablack von Lalah Hathaway
  - Revenge von Muni Long
  - Algorithm von Lucky Daye
  - Coming Home von Usher

Beste Rap-Darbietung (Best Rap Performance):
- Not Like Us von Kendrick Lamar
- nominiert waren außerdem:
  - Enough (Miami) von Cardi B
  - When the Sun Shines Again von Common & Pete Rock featuring Psdnuos
  - Nissan Altima von Doechii
  - Houdini von Eminem
  - Like That von Future & Metro Boomin featuring Kendrick Lamar
  - Yeah Glo! von GloRilla

Beste Melodic-Rap-Darbietung (Best Melodic Rap Performance):
- 3 von Rapsody featuring Erykah Badu
- nominiert waren außerdem:
  - Kehlani von Jordan Adetunji featuring Kehlani
  - Spaghettii von Beyoncé featuring Linda Martell & Shaboozey
  - We Still Don’t Trust You von Future & Metro Boomin featuring The Weeknd
  - Big Mama von Latto

Bester Rap-Song (Best Rap Song):
- Not Like Us von Kendrick Lamar (Autor: Kendrick Lamar)
- nominiert waren außerdem:
  - Asteroids von Rapsody featuring Hit-Boy (Autorin: Marlanna Evans)
  - Carnival von ¥$ featuring Rich the Kid & Playboi Carti (Autoren: Jordan Carter, Raul Cubina, Grant Dickinson, Samuel Lindley, Nasir Pemberton, Dimitri Roger, Ty Dolla Sign, Kanye West, Mark Carl Stolinski Williams)
  - Like That von Future & Metro Boomin featuring Kendrick Lamar (Autoren: Kendrick Lamar Duckworth, Kobe Hood, Leland Wayne, Nayvadius Wilburn)
  - Yeah Glo! von GloRilla (Autoren: Ronnie Jackson, Jaucquez Lowe, Timothy McKibbins, Kevin Andre Price, Julius Rivera III, Gloria Woods)

Bestes Rap-Album (Best Rap Album):
- Alligator Bites Never Heal von Doechii
- nominiert waren außerdem:
  - Might Delete Later von J. Cole
  - The Auditorium, Vol. 1 von Common & Pete Rock
  - The Death of Slim Shady (Coup de Grâce) von Eminem
  - We Don’t Trust You von Future & Metro Boomin

Bestes Gedichtvortragsalbum (Best Spoken Word Poetry Album):
- The Heart, the Mind, the Soul von Tank and the Bangas
- nominiert waren außerdem:
  - Civil Writes: The South Got Something to Say von Queen Sheba
  - Concrete & Whiskey Act II Part 1: A Bourbon 30 Series von Omari Hardwick
  - Good Music Universe Sonic Sinema Episode 1: In the Beginning Was the Word von Malik Yusef
  - The Seven Number Ones von Mad Skillz

## Jazz, traditioneller Pop, zeitgenössische Instrumentalmusik & Musical-Theater
Beste Jazz-Darbietung (Best Jazz Performance):
- Twinkle Twinkle Little Me von Samara Joy featuring Sullivan Fortner
- nominiert waren außerdem:
  - Walk with Me, Lord (Sound | Spirit) vom Baylor Project
  - Phoenix Reimagined (live) von Lakecia Benjamin featuring Randy Brecker, Jeff „Tain“ Watts & John Scofield
  - Juno von Chick Corea & Béla Fleck
  - Little Fears von Dan Pugach Big Band featuring Nicole Zuraitis & Troy Roberts

Bestes Jazz-Gesangsalbum (Best Jazz Vocal Album):
- A Joyful Holiday von Samara Joy
- nominiert waren außerdem:
  - Journey in Black von Christie Dashiell
  - Wildflowers Vol. 1 von Kurt Elling & Sullivan Fortner
  - Milton + Esperanza von Milton Nascimento & Esperanza Spalding
  - My Ideal von Catherine Russell & Sean Mason

Bestes Jazz-Instrumentalalbum (Best Jazz Instrumental Album):
- Remembrance von Chick Corea & Béla Fleck
- nominiert waren außerdem:
  - Owl Song von Ambrose Akinmusire featuring Bill Frisell & Herlin Riley
  - Beyond This Place von Kenny Barron featuring Kiyoshi Kitagawa, Johnathan Blake, Immanuel Wilkins & Steve Nelson
  - Phoenix Reimagined (live) von Lakecia Benjamin
  - Solo Game von Sullivan Fortner

Bestes Album eines Jazz-Großensembles (Best Large Jazz Ensemble Album):
- Bianca Reimagined: Music for Paws and Persistence von der Dan Pugach Big Band
- nominiert waren außerdem:
  - Returning to Forever von John Beasley & Frankfurt Radio Big Band
  - And So It Goes vom Clayton-Hamilton Jazz Orchestra
  - Walk a Mile in My Shoe von Orrin Evans & the Captain Black Big Band
  - Golden City von Miguel Zenón

Bestes Latin-Jazz-Album (Best Latin Jazz Album):
- Cubop Lives! von Zaccai Curtis
- nominiert waren außerdem:
  - Spain Forever Again von Michel Camilo & Tomatito
  - Collab von Hamilton de Holanda & Gonzalo Rubalcaba
  - Time and Again von Eliane Elias
  - El Trio: Live in Italy von Horacio ‚El Negro‘ Hernández, John Beasley & José Gola
  - Cuba and Beyond von Chucho Valdés & Royal Quartet
  - As I Travel von Donald Vega featuring Lewis Nash, John Patitucci & Luisito Quintero

Bestes Alternative-Jazz-Album (Best Alternative Jazz Album):
- No More Water: The Gospel of James Baldwin von Meshell Ndegeocello
- nominiert waren außerdem:
  - Night Reign von Arooj Aftab
  - New Blue Sun von André 3000
  - Code Derivation von Robert Glasper
  - Foreverland von Keyon Harrold

Bestes Gesangsalbum – Traditioneller Pop (Best Traditional Pop Vocal Album):
- Visions von Norah Jones
- nominiert waren außerdem:
  - À fleur de peau von Cyrille Aimée
  - Good Together von Lake Street Dive
  - Impossible Dream von Aaron Lazar
  - Christmas Wish von Gregory Porter

Bestes zeitgenössisches Instrumentalalbum (Best Contemporary Instrumental Album):
- Plot Armor von Taylor Eigsti
- nominiert waren außerdem:
  - Rhapsody in Blue von Béla Fleck
  - Orchestras (live) von Bill Frisell featuring Rudy Royston & Thomas Morgan und den Brussels Philharmonic unter Leitung von Alexander Hanson
  - Mark von Mark Guiliana
  - Speak to Me von Julian Lage

Bestes Musical-Theater-Album (Best Musical Theater Album):
- Hell’s Kitchen von Shoshana Bean, Brandon Victor Dixon, Kecia Lewis, Meleah Joi Moon und der Original Broadway Cast (Produzenten: Adam Blackstone, Alicia Keys, Tom Kitt; Text und Musik: Alicia Keys)
- nominiert waren außerdem:
  - Merrily We Roll Along von Jonathan Groff, Lindsay Mendez, Daniel Radcliffe und der New Broadway Cast (Produzenten: David Caddick, Joel Fram, Maria Friedman, David Lai; Text und Musik: Stephen Sondheim)
  - The Notebook von John Clancy, Carmel Dean, Kurt Deutsch, Derik Lee, Kevin McCollum, Ingrid Michaelson und der Original Broadway Cast (Produzentin: Ingrid Michaelson; Text und Musik: Ingrid Michaelson)
  - The Outsiders von Joshua Boone, Brent Comer, Brody Grant, Sky Lakota-Lynch und der Original Broadway Cast (Produzenten: Zach Chance, Jonathan Clay, Matt Hinkley, Justin Levine, Lawrence Manchester; Text und Musik: Zach Chance, Jonathan Clay, Justin Levine)
  - Suffs von der Original Broadway Cast (Produzenten: Andrea Grody, Dean Sharenow, Shaina Taub; Text und Musik: Shaina Taub)
  - The Wiz in der 2024 Broadway Cast Recording mit Wayne Brady, Deborah Cox, Nichelle Lewis und Avery Wilson (Produzenten: Joseph Joubert, Allen René Louis, Lawrence Manchester; Text und Musik: Charlie Smalls)

## Country & Musik mit amerikanischen Wurzeln (American Roots)
Beste Country-Solodarbietung (Best Country Solo Performance):
- It Takes a Woman von Chris Stapleton
- nominiert waren außerdem:
  - 16 Carriages von Beyoncé
  - I Am Not Okay von Jelly Roll
  - The Architect von Kacey Musgraves
  - A Bar Song (Tipsy) von Shaboozey

Beste Countrydarbietung eines Duos oder einer Gruppe (Best Country Duo/Group Performance):
- II Most Wanted von Beyoncé featuring Miley Cyrus
- nominiert waren außerdem:
  - Cowboys Cry Too von Kelsea Ballerini with Noah Kahan
  - Break Mine von den Brothers Osborne
  - Bigger Houses von Dan + Shay
  - I Had Some Help von Post Malone featuring Morgan Wallen

Bester Countrysong (Best Country Song):
- The Architect von Kacey Musgraves (Autoren: Shane McAnally, Kacey Musgraves, Josh Osborne)
- nominiert waren außerdem:
  - A Bar Song (Tipsy) von Shaboozey (Autoren: Sean Cook, Jerrel Jones, Joe Kent, Chibueze Collins Obinna, Nevin Sastry, Mark Williams)
  - I Am Not Okay von Jelly Roll (Autoren: Casey Brown, Jason DeFord, Ashley Gorley, Taylor Phillips)
  - I Had Some Help von Post Malone featuring Morgan Wallen (Autoren: Louis Bell, Ashley Gorley, Hoskins, Austin Post, Ernest Smith, Ryan Vojtesak, Morgan Wallen, Chandler Paul Walters)
  - Texas Hold ’Em von Beyoncé (Autoren: Brian Bates, Beyoncé, Elizabeth Lowell Boland, Megan Bülow, Nate Ferraro, Raphael Saadiq)

Bestes Countryalbum (Best Country Album):
- Cowboy Carter von Beyoncé
- nominiert waren außerdem:
  - F-1 Trillion von Post Malone
  - Deeper Well von Kacey Musgraves
  - Higher von Chris Stapleton
  - Whirlwind von Lainey Wilson

Beste American-Roots-Darbietung (Best American Roots Performance):
- Lighthouse von Sierra Ferrell
- nominiert waren außerdem:
  - Blame It on Eve von Shemekia Copeland
  - Nothing in Rambling von den Fabulous Thunderbirds featuring Bonnie Raitt, Keb’ Mo’, Taj Mahal & Mick Fleetwood
  - The Ballad of Sally Anne von Rhiannon Giddens

Beste Americana-Darbietung (Best Americana Performance):
- American Dreaming von Sierra Ferrell
- nominiert waren außerdem:
  - Ya Ya von Beyoncé
  - Subtitles von Madison Cunningham
  - Don’t Do Me Good von Madi Diaz featuring Kacey Musgraves
  - Runaway Train von Sarah Jarosz
  - Empty Trainload of Sky von Gillian Welch & David Rawlings

Bestes American-Roots-Lied (Best American Roots Song):
- American Dreaming von Sierra Ferrell (Autorinnen: Sierra Ferrell, Melody Walker)
- nominiert waren außerdem:
  - Ahead of the Game von Mark Knopfler (Autor: Mark Knopfler)
  - All in Good Time von Iron & Wine featuring Fiona Apple (Autor: Sam Beam)
  - All My Friends von Aoife O’Donovan (Autorin: Aoife O’Donovan)
  - Blame It on Eve von Shemekia Copeland (Autoren: John Hahn, Will Kimbrough)

Bestes Americana-Album (Best Americana Album):
- Trail of Flowers von Sierra Ferrell
- nominiert waren außerdem:
  - The Other Side von T Bone Burnett
  - $10 Cowboy von Charley Crockett
  - Polaroid Lovers von Sarah Jarosz
  - No One Gets Out Alive von Maggie Rose
  - Tigers Blood von Waxahatchee

Bestes Bluegrass-Album (Best Bluegrass Album):
- Live Vol. 1 von Billy Strings
- nominiert waren außerdem:
  - I Built a World von Bronwyn Keith-Hynes
  - Songs of Love and Life von der Del McCoury Band
  - No Fear von Sister Sadie
  - Earl Jam von Tony Trischka
  - Live from the Ryman von Dan Tyminski

Bestes traditionelles Blues-Album (Best Traditional Blues Album):
- Swingin’ Live at the Church in Tulsa vom Taj Mahal Sextet
- nominiert waren außerdem:
  - Hill Country Love von Cedric Burnside
  - Struck Down von den Fabulous Thunderbirds
  - One Guitar Woman von Sue Foley
  - Sam’s Place von Little Feat

Bestes zeitgenössisches Blues-Album (Best Contemporary Blues Album):
- Mileage von Ruthie Foster
- nominiert waren außerdem:
  - Blues Deluxe Vol. 2 von Joe Bonamassa
  - Blame It on Eve von Shemekia Copeland
  - Friendlytown von Steve Cropper & the Midnight Hour
  - The Fury von Antonio Vergara

Bestes Folkalbum (Best Folk Album):
- Woodland von Gillian Welch & David Rawlings
- nominiert waren außerdem:
  - American Patchwork Quartet vom American Patchwork Quartet
  - Weird Faith von Madi Diaz
  - Bright Future von Adrianne Lenker
  - All My Friends von Aoife O’Donovan

Bestes Album mit Musik mit regionalen Wurzeln (Best Regional Roots Music Album):
- Kuini von Kalani Peʻa
- nominiert waren außerdem:
  - 25 Back to My Roots von Sean Ardoin and Kreole Rock and Soul
  - Live at the 2024 New Orleans Jazz & Heritage Festival von Big Chief Monk Boudreaux & the Golden Eagles featuring J’Wan Boudreaux
  - Live at the 2024 New Orleans Jazz & Heritage Festival von der New Breed Brass Band featuring Trombone Shorty
  - Stories from the Battlefield von The Rumble featuring Chief Joseph Boudreaux Jr.

## Gospel / Christliche Popmusik
Beste Darbietung / bester Song Gospel (Best Gospel Performance/Song):
- One Hallelujah von Tasha Cobbs Leonard, Erica Campbell & Israel Houghton featuring Jonathan McReynolds & Jekalyn Carr (Autoren: G. Morris Coleman, Israel Houghton, Kenneth Leonard Jr., Tasha Cobbs Leonard, Naomi Raine)
- nominiert waren außerdem:
  - Church Doors von Yolanda Adams (Autoren: Sir William James Baptist, Donald Lawrence)
  - Yesterday von Melvin Crispell III
  - Hold On (live) von Ricky Dillard
  - Holy Hands von Doe (Autoren: Jesse Paul Barrera, Jeffrey Castro Bernat, Dominique Jones, Timothy Ferguson, Kelby Shavon Johnson Jr., Jonathan McReynolds, Rickey Slikk Muzik Offord, Juan Winans)

Beste Darbietung / bester Song der christlichen Popmusik (Best Contemporary Christian Music Performance/Song):
- That’s My King von CeCe Winans (Autoren: Taylor Agan, Kellie Gamble, Llyod Nicks, Jess Russ)
- nominiert waren außerdem:
  - Holy Forever (live) von Bethel Music & Jenn Johnson featuring CeCe Winans
  - Praise von Elevation Worship featuring Brandon Lake, Chris Brown & Chandler Moore (Autoren: Pat Barrett, Chris Brown, Cody Carnes, Steven Furtick, Brandon Lake, Chandler Moore)
  - Firm Foundation (He Won’t) von Honor & Glory featuring Disciple
  - In the Name of Jesus von Jwlkrs Worship & Maverick City Music featuring Chandler Moore (Autoren: Austin Armstrong, Ran Jackson, Chandler Moore, Sajan Nauriyal, Ella Schnacky, Noah Schnacky, Ilya Toshinskiy)
  - In the Room von Maverick City Music, Naomi Raine & Chandler Moore featuring Tasha Cobbs Leonard (Autoren: G. Morris Coleman, Tasha Cobbs Leonard, Naomi Raine)

Bestes Gospel-Album (Best Gospel Album):
- More Than This von CeCe Winans
- nominiert waren außerdem:
  - Covered Vol. 1 von Melvin Crispell III
  - Choirmaster II (live) von Ricky Dillard
  - Father’s Day von Kirk Franklin
  - Still Karen von Karen Clark Sheard

Bestes Album der christlichen Popmusik (Best Contemporary Christian Music Album):
- Heart of a Human von Doe
- nominiert waren außerdem:
  - When Wind Meets Fire von Elevation Worship
  - Child of God von Forrest Frank
  - Coat of Many Colors von Brandon Lake
  - The Maverick Way Complete von Maverick City Music, Naomi Raine & Chandler Moore

Bestes Roots-Gospel-Album (Best Roots Gospel Album):
- Church von Cory Henry
- nominiert waren außerdem:
  - The Gospel Sessions Vol. 2 von Authentic Unlimited
  - The Gospel According to Mark von Mark D. Conklin
  - Rhapsody von den Harlem Gospel Travelers
  - Loving You von den Nelons

## Latin, Global, African, Reggae & New Age, Ambient, or Chant
Bestes Latin-Pop-Album (Best Latin Pop Album):
- Las mujeres ya no lloran von Shakira
- nominiert waren außerdem:
  - Funk Generation von Anitta
  - El viaje von Luis Fonsi
  - García von Kany García
  - Orquídeas von Kali Uchis

Bestes Música-Urbana-Album (Best Música Urbana Album):
- Las letras ya no importan von Residente
- nominiert waren außerdem:
  - Nadie sabe lo que va a pasar mañana von Bad Bunny
  - Rayo von J Balvin
  - Ferxxocalipsis von Feid
  - Att. von Young Miko

Bestes Latin-Rock- oder Alternative-Album (Best Latin Rock or Alternative Album):
- ¿Quién trae las cornetas? von Rawayana
- nominiert waren außerdem:
  - Compita des destino von El David Aguilar
  - Pa’ tu cuerpa von Cimafunk
  - Autopoiética von Mon Laferte
  - Grasa von Nathy Peluso

Bestes Album mit regionaler mexikanischer Musik einschließlich Tejano (Best Regional Mexican Music Album – Including Tejano):
- Boca chueca, Vol. 1 von Carín León
- nominiert waren außerdem:
  - Diamantes von Chiquis
  - Éxodo von Peso Pluma
  - De lejitos von Jessi Uribe

Bestes Tropical-Latinalbum (Best Tropical Latin Album):
- Alma, corazón y salsa (Live at Gran Teatro Nacional) von Tony & Mimy Succar
- nominiert waren außerdem:
  - Muevense von Marc Anthony
  - Bailar von Sheila E.
  - Radio Güira von Juan Luis Guerra 4.40
  - Vacilón santiaguero von Kiki Valera

Beste Darbietung globaler Musik (Best Global Music Performance):
- Bemba colorá von Sheila E. featuring Gloria Estefan & Mimy Succar
- nominiert waren außerdem:
  - Raat ki rani von Arooj Aftab
  - A Rock Somewhere von Jacob Collier featuring Anoushka Shankar & Varijashree Venugopal
  - Rise von Rocky Dawuni
  - Sunlight to My Soul von Angélique Kidjo featuring Soweto Gospel Choir
  - Kashira von Masa Takumi featuring Ron Korb, Noshir Mody & Dale Edward Chung

Beste Darbietung afrikanischer Musik (Best African Music Performance):
- Love Me JeJe von Tems
- nominiert waren außerdem:
  - Tomorrow von Yemi Alade
  - MMS von Asake & Wizkid
  - Sensational von Chris Brown featuring Davido & Lojay
  - Higher von Burna Boy

Bestes Album mit globaler Musik (Best Global Music Album):
- Alkebulan II von Matt B featuring Royal Philharmonic Orchestra
- nominiert waren außerdem:
  - Paisajes von Ciro Hurtado
  - Heis von Rema
  - Historias de un Flamenco von Antonio Rey
  - Born in the Wild von Tems

Bestes Reggae-Album (Best Reggae Album):
- Bob Marley: One Love – Music Inspired by the Film (Deluxe) von verschiedenen Interpreten
- nominiert waren außerdem:
  - Take It Easy von Collie Buddz
  - Party with Me von Vybz Kartel
  - Never Gets Late Here von Shenseea
  - Evolution von den Wailers

Bestes New-Age-, Ambient- oder Chant-Album (Best New Age, Ambient, or Chant Album):
- Triveni von Wouter Kellerman, Éru Matsumoto & Chandrika Tandon
- nominiert waren außerdem:
  - Break of Dawn von Ricky Kej
  - Visions of Sounds de Luxe von Chris Redding
  - Opus von Ryuichi Sakamoto
  - Chapter II: How Dark It Is Before Dawn von Anoushka Shankar
  - Warriors of Light von Radhika Vekaria

## Für Kinder, Comedy, Hörbuch, visuelle Medien & Musikvideo / -film
Bestes Kindermusikalbum (Best Children’s Music Album):
- Brillo, Brillo! von Lucky Diaz and the Family Jam Band
- nominiert waren außerdem:
  - Creciendo von Lucy Kalantari & the Jazz Cats
  - My Favorite Dream von John Legend
  - Solid Rock Revival von Rock for Children
  - World Wide Playdate von Divinity Roxx and Divi Roxx Kids

Bestes Comedyalbum (Best Comedy Album):
- The Dreamer von Dave Chappelle
- nominiert waren außerdem:
  - Armageddon von Ricky Gervais
  - The Prisoner von Jim Gaffigan
  - Someday You’ll Die von Nikki Glaser
  - Where Was I von Trevor Noah

Beste Hörbuch-, Erzählungs- und Storytelling-Aufnahme (Best Audio Book, Narration, and Storytelling Recording):
- Last Sundays in Plains: A Centennial Celebration von Jimmy Carter
- nominiert waren außerdem:
  - All You Need Is Love: The Beatles in Their Own Words von verschiedenen Interpreten (Produzent: Guy Oldfield)
  - … And Your Ass Will Follow von George Clinton
  - Behind the Seams: My Life in Rhinestones von Dolly Parton
  - My Name Is Barbra von Barbra Streisand

Bester zusammengestellter Soundtrack für visuelle Medien (Best Compilation Soundtrack for Visual Media):
- Maestro: Music by Leonard Bernstein von Bradley Cooper und dem London Symphony Orchestra unter Leitung von Yannick Nézet-Séguin
- nominiert waren außerdem:
  - The Color Purple von verschiedenen Interpreten
  - Deadpool & Wolverine von verschiedenen Interpreten
  - Saltburn von verschiedenen Interpreten
  - Twisters: The Album von verschiedenen Interpreten

Bester komponierter Soundtrack für visuelle Medien (umfasst Film und Fernsehen) (Best Score Soundtrack for Visual Media – includes film and television):
- Dune: Part Two von Hans Zimmer (Komponist)
- nominiert waren außerdem:
  - American Fiction von Laura Karpman (Komponistin)
  - Challengers von Trent Reznor & Atticus Ross (Komponisten)
  - The Color Purple von Kris Bowers (Komponist)
  - Shōgun von Nick Chuba, Atticus Ross & Leopold Ross (Komponisten)

Bester komponierter Soundtrack für Videospiele und andere interaktive Medien (Best Score Soundtrack for Video Games and Other Interactive Media):
- Wizardry: Proving Grounds of the Mad Overlord von Winifred Phillips (Komponist)
- nominiert waren außerdem:
  - Avatar: Frontiers of Pandora von Pinar Toprak (Komponistin)
  - God of War Ragnarök: Valhalla von Bear McCreary (Komponist)
  - Marvel’s Spider-Man 2 von John Paesano (Komponist)
  - Star Wars Outlaws von Wilbert Roget II (Komponist)

Bester Song geschrieben für visuelle Medien (Best Song Written for Visual Media):
- It Never Went Away von Jon Batiste (Autoren: Jon Batiste, Dan Wilson; Film: American Symphony)
- nominiert waren außerdem:
  - Ain’t No Love in Oklahoma von Luke Combs (Autoren: Jessi Alexander, Luke Combs, Jonathan Singleton; Film: Twisters)
  - Better Place von *NSYNC & Justin Timberlake (Autoren: Amy Allen, Shellback, Justin Timberlake; Film: Trolls Band Together)
  - Can’t Catch Me Now von Olivia Rodrigo (Autoren: Daniel Nigro, Olivia Rodrigo; Film: The Hunger Games: The Ballad of Songbirds & Snakes)
  - Love Will Survive von Barbra Streisand (Autoren: Walter Afanasieff, Charlie Midnight, Kara Talve, Hans Zimmer; Film: The Tattooist of Auschwitz)

Bestes Musikvideo (Best Music Video):
- Not Like Us von Kendrick Lamar (Regie: Dave Free, Kendrick Lamar; Produzenten: Jack Begert, Sam Canter, Jamie Rabineau)
- nominiert waren außerdem:
  - Tailor Swif von ASAP Rocky (Regie: Vania Heymann, Gal Muggia)
  - 360 von Charli XCX (Regie: Aidan Zamiri; Produzenten: Jami Arceo, Evan Thicke)
  - Houdini von Eminem (Regie: Rich Lee; Produzenten: Kathy Angstadt, Lisa Arianna, Justin Diener)
  - Fortnight von Taylor Swift featuring Post Malone (Regie: Taylor Swift; Produzentin: Jil Hardin)

Bester Musikfilm (Best Music Film):
- American Symphony von Jon Batiste (Regie: Matthew Heineman; Produzenten: Lauren Domino, Matthew Heineman, Joedan Okun)
- nominiert waren außerdem:
  - June (über June Carter Cash) (Regie: Kristen Vaurio; Produzenten: Josh Matas, Sarah Olson, Jason Owen, Mary Robertson, Kristen Vaurio)
  - Kings from Queens von Run DMC (Regie: Kirk Fraser; Produzent: William H. Masterson III)
  - Stevie Van Zandt: Disciple von Steven Van Zandt (Regie: Bill Teck; Produzenten: Robert Cotto, David Fisher, Bill Teck)
  - The Greatest Night in Pop von verschiedenen Interpreten (Regie: Bao Nguyen; Produzenten: Bruce Eskowitz, George Hencken, Larry Klein, Julia Nottingham, Lionel Richie, Harriet Sternberg)

## Sonderausgaben, Begleittexte, Historisches
Bestes Aufnahme-Paket (Best Recording Package):
- Brat von Charli XCX (Künstlerische Leiter: Brent David Freaney, Imogene Strauss)
- nominiert waren außerdem:
  - The Avett Brothers von den Avett Brothers (Künstlerische Leiter: Jonny Black, Giorgia Sage)
  - Baker Hotel von William Clark Green (Künstlerischer Leiterinnen: Sarah Dodds, Shauna Dodds)
  - F-1 Trillion von Post Malone (Künstlerische Leiter: Archie Lee Coates IV, Jeffrey Franklin, Blossom Liu, Kylie McMahon, Ana Cecilia Thompson Motta)
  - Hounds of Love – The Baskerville Edition von Kate Bush (Künstlerische Leiter: Kate Bush, Albert McIntosh)
  - Jug Band Millionaire von den Muddy Basin Ramblers (Künstlerische Leiter: Andrew Wong, Julie Yeh)
  - Pregnancy, Breakdown, and Disease von iWhoiWhoo (Künstlerischer Leiter: Lee Pei-Tzu)

Bestes Paket als Box oder limitierte Sonderausgabe (Best Boxed or Special Limited Edition Package):
- Mind Games von John Lennon (Künstlerische Leiter: Simon Hilton, Sean Ono Lennon)
- nominiert waren außerdem:
  - Half Living Things von Alpha Wolf (Künstlerischer Leiter: Patrick Galvin)
  - Hounds of Love – The Boxes of Lost at Sea von Kate Bush (Künstlerische Leiter: Kate Bush, Albert McIntosh)
  - In Utero von Nirvana (Künstlerische Leiter: Doug Cunningham, Jason Noto)
  - Unsuk Chin von Unsuk Chin und den Berliner Philharmonikern (Künstlerische Leiter: Takahiro Kurashima, Marek Polewski)

Bester Album-Begleittext (Best Album Notes):
- Centennial von King Oliver’s Creole Jazz Band und verschiedenen Interpreten (Verfasser: Ricky Riccardi)
- nominiert waren außerdem:
  - After Midnight von Ford Dabney’s Syncopated Orchestras (Verfasser: Tim Brooks)
  - The Carnegie Hall Concert von Alice Coltrane (Verfasser: Lauren du Graf)
  - John Culshaw: The Art of the Producer – The Early Years 1948−55 von John Culshaw (Verfasser: Dominic Fyfe)
  - SONtrack original de la película „Al Son de Beno“ von verschiedenen Interpreten (Verfasser: Josh Kun)

Bestes historisches Album (Best Historical Album):
- Centennial von King Oliver’s Creole Jazz Band und verschiedenen Interpreten (Produzenten der Zusammenstellung: Meagan Hennessey, Richard Martin; Technik: Richard Martin)
- nominiert waren außerdem:
  - Diamonds and Pearls Super Deluxe Edition von Prince and The New Power Generation (Produzenten der Zusammenstellung: Charles F. Spicer Jr., Duane Tudahl; Technik: Brad Blackwood, Bernie Grundman)
  - Paul Robeson – Voice of Freedom: His Complete Columbia, rCA, HMV, and Victor Recordings von Paul Robeson (Produzenten der Zusammenstellung: Tom Laskey, Robert Russ; Technik: Nancy Conforti, Andreas K. Meyer)
  - Pepito y Paquito von Pepe de Lucía & Paco de Lucía (Produzenten der Zusammenstellung: Pepe de Lucía, Javier Doria; Technik: Jesús Bola)
  - The Sound of Music (Original Soundtrack Recording – Super Deluxe Edition) von Rodgers & Hammerstein & Julie Andrews (Produzenten der Zusammenstellung: Mike Matessino, Mark Piro; Technik: Steve Genewick, Mike Matessino)

## Produktion, Technik, Komposition / Arrangement
Beste Abmischung eines Albums, ohne Klassik (Best Engineered Album, Non-Classical):
- i/o von Peter Gabriel (Technik: Oli Jacobs, Katie May, Dom Shaw, Tchad Blake, Mark ‚Spike‘ Stent; Mastering: Matt Colton)[6]

- nominiert waren außerdem:
  - Algorithm von Lucky Daye (Technik: Dernst Emile II, Michael B. Hunter, Stephan Johnson, Rachel Keen, John Kercy, Charles Moniz & Todd Robinson; Mastering: Colin Leonard)
  - Cyan Blue von Charlotte Day Wilson (Technik: Jack Emblem, Jack Rochon, Charlotte Day Wilson; Mastering: Chris Gehringer)
  - Deeper Well von Kacey Musgraves (Technik: Craig Alvin, Shawn Everett, Mai Leisz, Todd Lombardo, John Rooney, Konrad Snyder, Daniel Tashian; Mastering: Greg Calbi)
  - Empathogen von Willow (Technik: Beatriz Artola, Zach Brown, Oscar Cornejo, Chris Greatti, Mitch McCarthy; Mastering: Joe La Porta)
  - Short n’ Sweet von Sabrina Carpenter (Technik: Bryce Bordone, Julian Bunetta, Serban Ghenea, Jeff Gunnell, Oli Jacobs, Ian Kirkpatrick, Jack Manning, Manny Marroquin, John Ryan, Laura Sisk; Mastering: Nathan Dantzler, Ruairi O’Flaherty)

Beste Abmischung eines Albums, Klassik (Best Engineered Album, Classical):
- Bruckner: Symphony No. 7; Bates: Resurrexit vom Pittsburgh Symphony Orchestra unter Leitung von Manfred Honeck (Technik: Mark Donahue, John Newton)
- nominiert waren außerdem:
  - Adams: Girls of the Golden West von Daniela Mack, Ryan McKinny, Paul Appleby, Hye Jung Lee, Elliot Madore, Julia Bullock, Davóne Tines und dem Los Angeles Philharmonic & Los Angeles Master Chorale unter Leitung von John Adams (Technik: Alexander Lipay, Dmitriy Lipay)
  - Andres: The Blind Banister von Inbal Segev und dem Metropolis Ensemble unter Leitung von Andrew Cyr (Technik: Silas Brown, Doron Schachter, Michael Schwartz, Matt Colton)
  - Clear Voices in the Dark vom Skylark Vocal Ensemble unter Leitung von Matthew Guard (Technik: Daniel Shores)
  - Ortiz: Revolución diamantina von María Dueñas und dem Los Angeles Philharmonic & Los Angeles Master Chorale unter Leitung von Gustavo Dudamel (Technik: Alexander Lipay, Dmitriy Lipay)

Klassikproduzent des Jahres (Producer of the Year, Classical):
- Elaine Martone
- nominiert waren außerdem:
  - Erica Brenner
  - Christoph Franke
  - Morten Lindberg
  - Dmitriy Lipay
  - Dirk Sobotka

Bestes Immersive-Audio-Album (Best Immersive Audio Album):
- i/o (Dolby Atmos In-Side Mix) von Peter Gabriel (Technik: Hans-Martin Buff, Brian Eno, Peter Gabriel, Richard Russell)
- nominiert waren außerdem:
  - Avalon von Roxy Music (Technik: Bob Clearmountain, Rhett Davies, Bryan Ferry)
  - Genius Loves Company von Ray Charles mit verschiedenen Interpreten (Technik: Michael Romanowski, Eric Schilling, Herbert Waltl, John Burk)
  - Henning Sommerro: Borders vom Trondheim Symphony Orchestra (Technik: Morten Lindberg)
  - Pax vom Ensemble 96 und dem Current Saxophone Quartet (Technik: Morten Lindberg)

Beste Instrumentalkomposition (Best Instrumental Composition):
- Strands von Pascal Le Boeuf, Christian Euman und dem Akropolis Reed Quintet (Komponist: Pascal Le Boeuf)
- nominiert waren außerdem:
  - At Last von Shelly Berg (Komponist: Shelton G. Berg)
  - Communion vom Christopher Zuar Orchestra (Komponist: Christopher Zuar)
  - I Swear, I Really Wanted to Make a “Rap” Album but This Is Literally the Way the Wind Blew Me This Time von André 3000 (Komponisten: André 3000, Surya Botofasina, Nate Mercereau, Carlos Niño)
  - Remembrance von Chick Corea & Béla Fleck (Komponist: Chick Corea)

Bestes Instrumental- oder A-cappella-Arrangement (Best Arrangement, Instrumental or A Cappella):
- Bridge over Troubled Water von Jacob Collier featuring John Legend & Tori Kelly (Arrangeure: Jacob Collier, Tori Kelly, John Legend)
- nominiert waren außerdem:
  - Baby Elephant Walk – Encore von Snarky Puppy (Arrangeur: Michael League)
  - Rhapsody in Blue(grass) von Béla Fleck featuring Michael Cleveland, Sierra Hull, Justin Moses, Mark Schatz & Bryan Sutton (Arrangeure: Béla Fleck, Ferde Grofé)
  - Rose Without the Thorns von Scott Hoying featuring Säje & Tonality (Arrangeure: Erin Bentlage, Alexander Lloyd Blake, Scott Hoying, A. J. Sealy, Amanda Taylor)
  - Silent Night von Säje (Arrangeure: Erin Bentlage, Sara Gazarek, Johnaye Kendrick, Amanda Taylor)

Bestes Arrangement von Instrumenten und Gesang (Best Arrangement, Instruments and Vocals):
- Alma von Säje featuring Regina Carter (Arrangeure: Erin Bentlage, Sara Gazarek, Johnaye Kendrick, Amanda Taylor)
- nominiert waren außerdem:
  - Always Come Back von John Legend (Arrangeur: Matt Jones)
  - Big Feelings von Willow (Arrangeurin: Willow Smith)
  - Last Surprise (from „Persona 5“) von der 8-Bit Big Band featuring Jonah Nilsson & Button Masher (Arrangeure: Charlie Rosen, Jake Silverman)
  - The Sound of Silence von Cody Fry featuring Sleeping at Last (Arrangeur: Cody Fry)

## Klassische Musik
Beste Orchesterdarbietung (Best Orchestral Performance):
- Ortiz: Revolución diamantina vom Los Angeles Philharmonic unter Leitung von Gustavo Dudamel
- nominiert waren außerdem:
  - Adams: City Noir, Fearful Symmetries & Lola Montez Does the Spider Dance vom ORF Radio-Symphonieorchester Wien unter Leitung von Marin Alsop
  - Kodály: Háry János Suite; Summer Evening & Symphony in C Major vom Buffalo Philharmonic Orchestra unter Leitung von JoAnn Falletta
  - Sibelius: Karelia Suite, Rakastava & Lemminkäinen vom Helsinki Philharmonic Orchestra unter Leitung von Susanna Mälkki
  - Stravinsky: The Firebird von der San Francisco Symphony unter Leitung von Esa-Pekka Salonen

Beste Opernaufnahme (Best Opera Recording):
- Saariaho: Adriana Mater von Fleur Barron, Axelle Fanyo, Nicholas Phan, Christopher Purves und der San Francisco Symphony & Chorus unter Leitung von Esa-Pekka Salonen (Produzent: Jason O’Connell)
- nominiert waren außerdem:
  - Adams: Girls of the Golden West von Paul Appleby, Julia Bullock, Hye Jung Lee, Daniela Mack, Elliot Madore, Ryan McKinny, Davóne Tines und dem Los Angeles Philharmonic & Los Angeles Master Chorale unter Leitung von John Adams (Produzent: Dmitriy Lipay)
  - Catán: Florencia en el Amazonas von Mario Chang, Michael Chioldi, Greer Grimsley, Nancy Fabiola Herrera, Mattia Olivieri, Ailyn Pérez, Gabriella Reyes und dem Metropolitan Opera Orchestra and Chorus unter Leitung von Yannick Nézet-Séguin (Produzent: David Frost)
  - Moravec: The Shining von Tristan Hallett, Kelly Kaduce, Edward Parks und dem Kansas City Orchestra & Lyric Opera of Kansas City Chorus unter Leitung von Gerard Schwarz (Produzent: Blanton Alspaugh)
  - Puts: The Hours von Joyce DiDonato, Renée Fleming, Kelli O’Hara und dem Metropolitan Opera Orchestra and Chorus unter Leitung von Yannick Nézet-Séguin (Produzent: David Frost)

Beste Chordarbietung (Best Choral Performance):
- Ochre von The Crossing unter Leitung von Donald Nally
- nominiert waren außerdem:
  - Clear Voices in the Dark von Carrie Cheron, Nathan Hodgson, Helen Karloski, Clare McNamara und dem Skylark Vocal Ensemble unter Leitung von Matthew Guard
  - A Dream So Bright: Choral Music of Jake Runestad von Jeffrey Biegel und dem True Concord Orchestra & True Concord Voices unter Leitung von Eric Holtan
  - Händel: Israel in Egypt von Margaret Carpenter Haigh, Daniel Moody, Molly Netter, Jacob Perry, Edward Vogel und Apollo’s Fire & Apollo’s Singers unter Leitung von Jeannette Sorrell
  - Sheehan: Akathist von Elizabeth Bates, Paul D’Arcy, Tynan Davis, Aine Hakamatsuka, Steven Hrycelak, Helen Karloski, Enrico Lagasca, Edmund Milly, Fotina Naumenko, Neil Netherly, Timothy Parsons, Stephen Sands, Miriam Sheehan, Pamela Terry und Novus NY, dem Artefact Ensemble, dem Choir of Trinity Wall Street, Downtown Voices & dem Trinity Youth Chorus unter Leitung von Elaine Kelly sowie Melissa Attebury, Stephen Sands und Benedict Sheehan (Chorleitung)

Beste Kammermusik-/Kleinensembledarbietung (Best Chamber Music/Small Ensemble Performance):
- Rectangles and Circumstance von Caroline Shaw & Sō Percussion
- nominiert waren außerdem:
  - Adams, J. L.: Waves & Particles vom JACK Quartet
  - Beethoven for Three: Symphony No. 4 and Op. 97, ‘Archduke’ von Yo-Yo Ma, Leonidas Kavakos & Emanuel Ax
  - Cerrone: Beaufort Scales von Beth Willer, Christopher Cerrone & Lorelei Ensemble
  - Home vom Miró Quartet

Bestes klassisches Instrumentalsolo (Best Classical Instrumental Solo):
- Bach: Goldberg Variations von Víkingur Ólafsson
- nominiert waren außerdem:
  - Akiho: Longing von Andy Akiho
  - Eastman: The Holy Presence of Joan D’Arc von Seth Parker Woods mit Wild Up unter Leitung von Christopher Rountree
  - Entourer von Mak Grgić mit dem Ensemble Dissonance
  - Perry: Concerto for Violin & Orchestra von Curtis Stewart mit dem Experiental Orchestra unter Leitung von James Blachly

Bestes klassisches Sologesangsalbum (Best Classical Solo Vocal Album):
- Beyond the Years – Unpublished Songs of Florence Price von Karen Slack mit Begleitung von Michelle Cann
- nominiert waren außerdem:
  - A Change Is Gonna Come von Nicholas Phan mit Begleitung der Palaver Strings
  - Newman: Bespoke Songs von Fotina Naumenko mit Begleitung von Marika Bournaki
  - Show Me the Way von Will Liverman mit Begleitung von Jonathan King
  - Wagner: Wesendonck Lieder von Joyce DiDonato mit Begleitung von Il Pomo d’Oro unter Leitung von Maxim Emelyanychev

Bestes klassisches Sammelprogramm (Best Classical Compendium):
- Ortiz: Revolución diamantina unter Leitung von Gustavo Dudamel (Produzent: Dmitriy Lipay)
- nominiert waren außerdem:
  - Akiho: BeLonging von Andy Akiho & Imani Winds (Produzenten: Andy Akiho, Sean Dixon, Mark Dover)
  - American Counterpoints von Curtis Stewart unter Leitung von James Blachly (Produzent: Blanton Alspaugh)
  - Foss: Symphony No. 1; Renaissance Concerto; Three American Pieces; Ode unter Leitung von JoAnn Falletta (Produzent: Bernd Gottinger)
  - Mythologies II von Sangeeta Kaur, Omar Najmi, Hilá Plitmann, Robert Thies & Danaë Xanthe Vlasse unter Leitung von Michael Shapiro (Produzenten: Jeff Atmajian, Emilio D. Miler, Hai Nguyen, Robert Thies, Danaë Xanthe Vlasse, Kitt Wakeley)

Beste zeitgenössische klassische Komposition (Best Contemporary Classical Composition):
- Ortiz: Revolución diamantina von Gabriela Ortiz (Interpreten: Los Angeles Philharmonic & Los Angeles Master Chorale unter Leitung von Gustavo Dudamel)
- nominiert waren außerdem:
  - Casarrubios: Seven for Solo Cello von Andrea Casarrubios (Interpretin: Andrea Casarrubios)
  - Coleman: Revelry von Valerie Coleman (Interpreten: Decoda)
  - Lang: Composition as Explanation von David Lang (Interpreten: Eighth Blackbird)
  - Saariaho: Adriana Mater von Kaija Saariaho (Interpreten: Fleur Barron, Axelle Fanyo, Nicholas Phan, Christopher Purves und der San Francisco Symphony & Chorus unter Leitung von Esa-Pekka Salonen)